# گری اشوورث
گری اشوورث (انگلیسی: Gerry Ashworth؛ زادهٔ ۱ مه ۱۹۴۲) دونده اهل ایالات متحده آمریکا بود.
وی در مسابقات کشوری و بین‌المللی در مجموع برندهٔ ۲ مدال طلا شده‌است.